# Долинский, Иосиф Львович
Ио́сиф Льво́вич Доли́нский (при рождении Иосель Лейбович Долинский; 2 июня 1900, Радунь, Лидский уезд, Виленская губерния — 31 мая 1983, Москва) — советский киновед, педагог.

## Биография
Родился 20 мая (по старому стилю) 1900 года в местечке Радунь под Лидой в семье радунского мещанина Лейба Гамшелевича (Гамлиеловича) Долинского (1873—?) и Цыпы Перецовны (Перец-Мовшевны) Радунской (в девичестве Мельник, 1877—?). Был старшим ребёнком в семье (родители заключили брак 8 мая 1899 года в местечке Средники, откуда происходила мать). В Лиде же родились его младшие брат Борис и сестра Сора (близнецы, оба 1904), братья Абрам (1907) и Исаак (1908). Отец, из раввинской семьи, покинул ешибот и выучился на счетовода, впоследствии был управляющим мукомольным хозяйством в Лиде. В начале Первой мировой войны в 1914 году семья была выселена из профронтовой полосы и переехала во Владимир, где снимала квартиру в доме Шаповалова (в 1916 году отец приобрёл мучную лавку). В 1918 году вся семья за исключением Иосифа уехала из Владимира в Ростов-на-Дону, а в 1923 году выехала из СССР в Вильнюс. В годы Второй мировой войны практически вся семья была заключена в Виленское гетто и погибла.
В 1925 году окончил филологический факультет Ростовского университета. Преподавал в школе русский язык и литературу. Стал одним из основателей Ростовского кинотехникума, который был организован в 1928 году на базе кинопрофшколы. Работал заместителем директора и заведовал учебной частью техникума.
В 1936 году поступил в аспирантуру Высшего института кинематографии. С 1937 года – преподаватель института. Защитил диссертацию на соискание ученой степени кандидата искусствоведения на тему «„Чапаев˝. Драматургия». Работал деканом режиссёрского факультета ВГИКа. В июле 1941 года записался добровольцем в 13-ю Ростокинскую дивизию народного ополчения. В сентябре отправлен в Москву, в октябре зачислен в другую часть. 6 декабря 1941 года в ходе контрнаступления под Москвой тяжело контужен, весной 1942 года комиссован по инвалидности. Вернулся на работу во ВГИК, который в это время уже находился в эвакуации в Алма-Ате.
В 1945 году стал одним из основателей киноведческого факультета ВГИКа. В 1949 и 1950 годах выпустил первые две мастерские киноведов. После этого ещё тридцать лет преподавал в институте.
Умер в 1983 году. Похоронен на Даниловском кладбище.

## Семья
- Первая жена (с 1923 года) — Берта Абрамовна Долинская, урождённая Гиршова[5].
  - Сын — Эрик Иосифович Долинский (23 сентября 1929, Ростов — 24 апреля 1981, Москва), физик-теоретик, доктор физико-математических наук, профессор. Его жена — Елена Борисовна Долинская (род. 1936), доктор искусствоведения, профессор Московской консерватории, заслуженный деятель искусств Российской Федерации.
    - Внук — Сергей Эрикович Долинский (род. 11 октября 1960), кандидат химических наук.
- Вторая жена — Ирина Николаевна Гращенкова (род. 30 июня 1940), киновед.

## Награды
- Орден «Знак Почёта» (17 ноября 1949 года)[6].